# Saint-Paul-sur-Yenne
Pour les articles homonymes, voir Saint-Paul.
Saint-Paul-sur-Yenne (dénommée Saint-Paul jusqu'au 1er janvier 2024) est une commune française située dans le département de la Savoie, en région Auvergne-Rhône-Alpes.

## Géographie

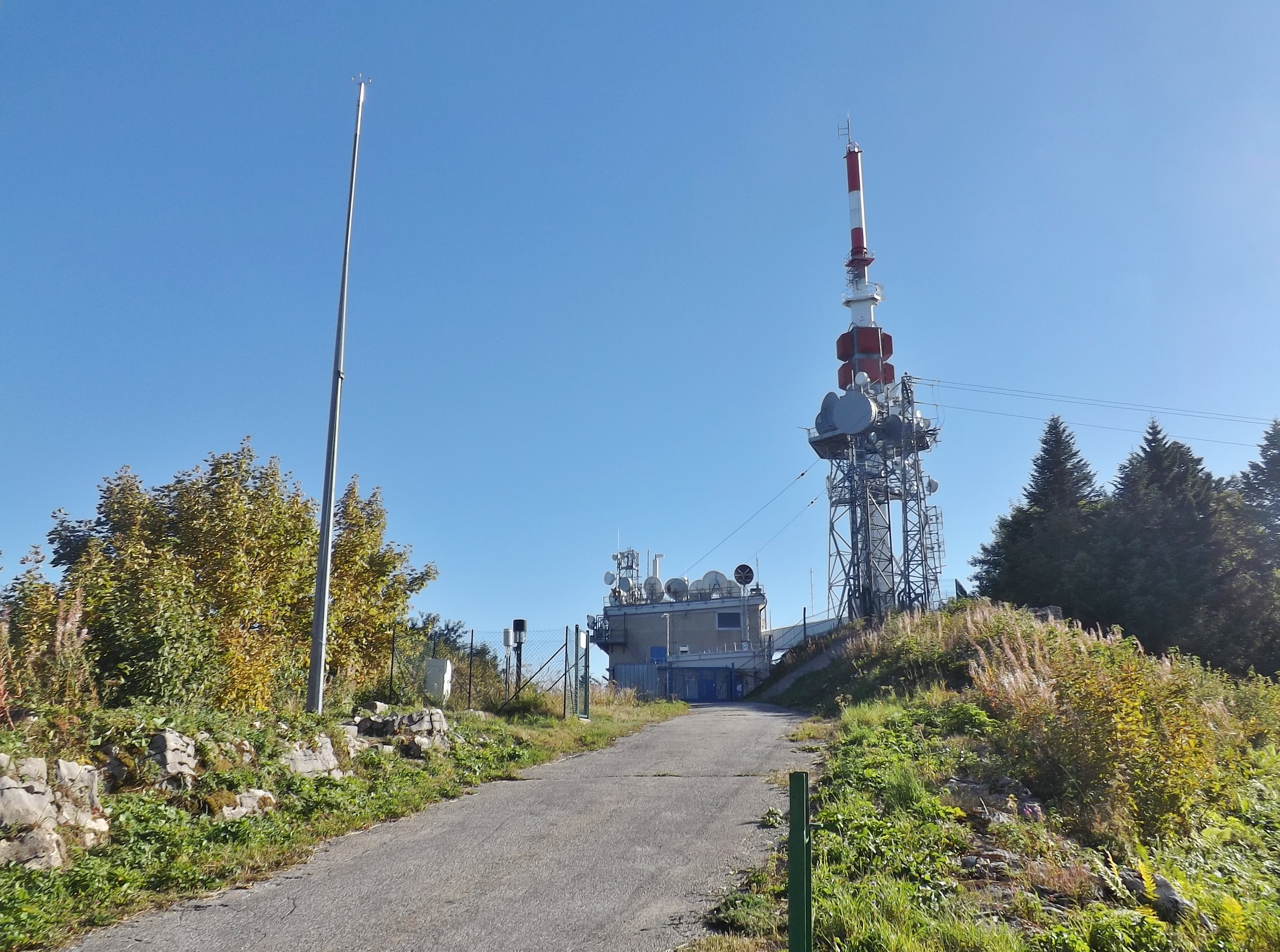
Relais du mont du Chat, sommet de la commune.

La commune se situe sur le versant nord au relief accentué du mont du Chat. Le territoire est traversé en partie par la Méline, les ruisseaux du Colliard et des Rubods.
Le sommet de la commune se situe à l'antenne relais du signal du mont du Chat.
Les habitations sont réparties dans plusieurs hameaux et lieux-dits, tandis que le chef lieu regroupe la mairie, la salle des fêtes, l’école et la bibliothèque.

## Urbanisme

### Typologie
Au 1er janvier 2024, Saint-Paul-sur-Yenne est catégorisée commune rurale à habitat dispersé, selon la nouvelle grille communale de densité à sept niveaux définie par l'Insee en 2022.
Elle est située hors unité urbaine. Par ailleurs la commune fait partie de l'aire d'attraction de Chambéry, dont elle est une commune de la couronne,. Cette aire, qui regroupe 115 communes, est catégorisée dans les aires de 200 000 à moins de 700 000 habitants,.

### Occupation des sols
L'occupation des sols de la commune, telle qu'elle ressort de la base de données européenne d’occupation biophysique des sols Corine Land Cover (CLC), est marquée par l'importance des territoires agricoles (60,7 % en 2018), une proportion sensiblement équivalente à celle de 1990 (60,4 %). La répartition détaillée en 2018 est la suivante : 
zones agricoles hétérogènes (45,2 %), forêts (39,3 %), prairies (15,6 %).
L'IGN met par ailleurs à disposition un outil en ligne permettant de comparer l’évolution dans le temps de l’occupation des sols de la commune (ou de territoires à des échelles différentes). Plusieurs époques sont accessibles sous forme de cartes ou photos aériennes : la carte de Cassini (XVIIIe siècle), la carte d'état-major (1820-1866) et la période actuelle (1950 à aujourd'hui).

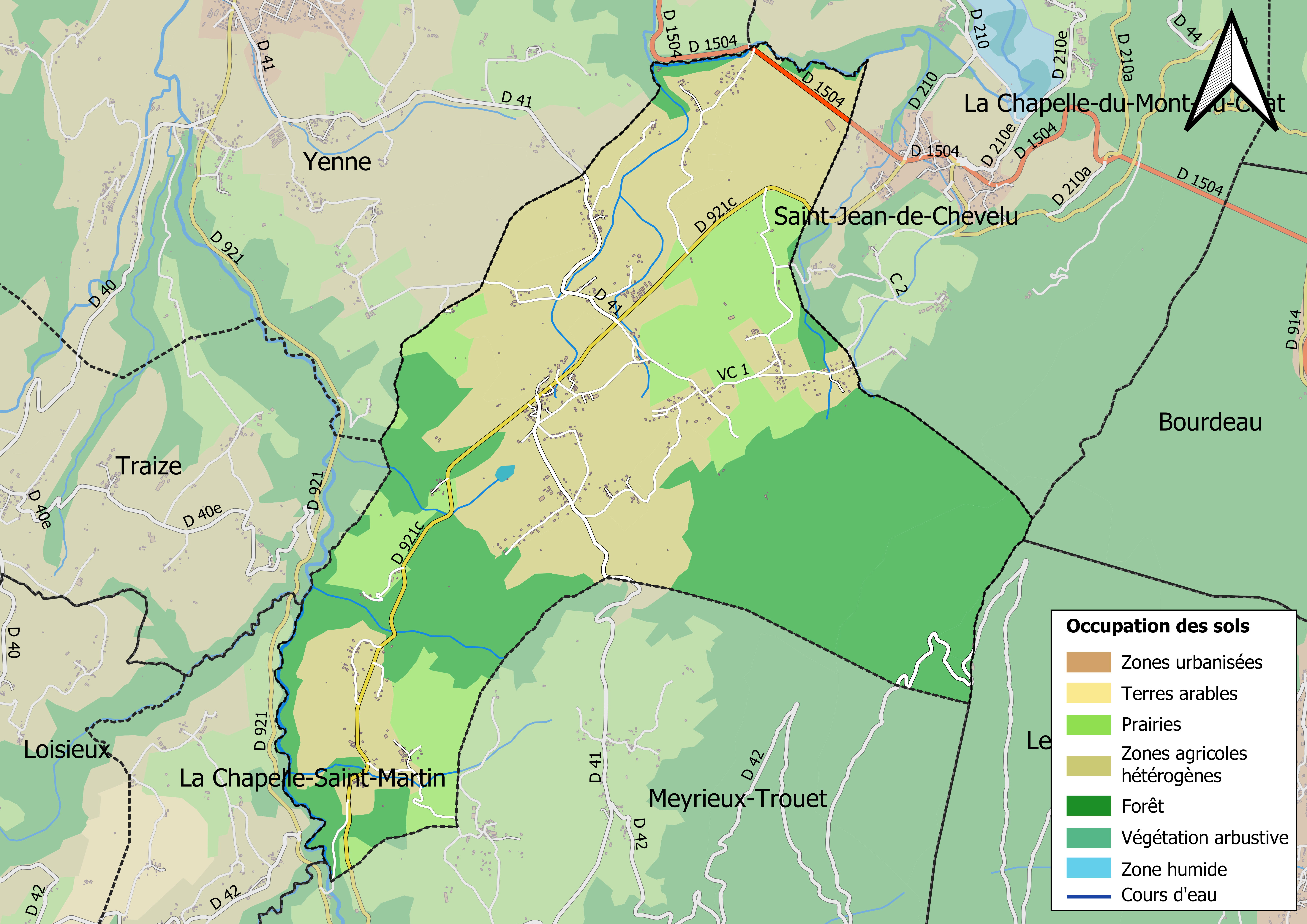
Carte des infrastructures et de l'occupation des sols en 2018 (CLC) de la commune.
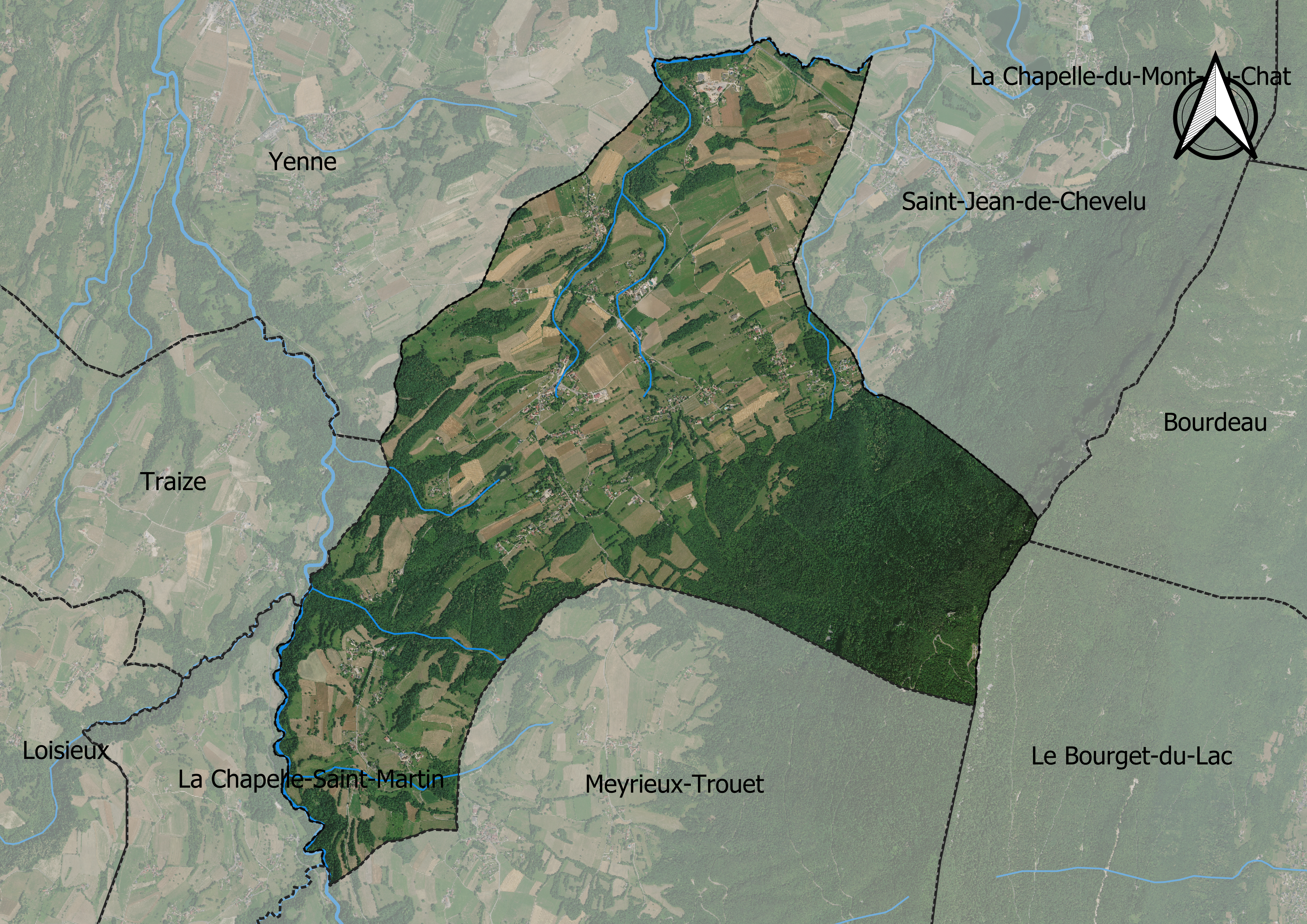
Carte orthophotogrammétrique de la commune.

## Toponymie
Les formes anciennes sont Capellanus de Sancto Paulo (XIVe siècle), San Paulum (1581) ; Saint-Paul-près-d'Yenne (1729 et 1738, selon le cadastre sarde), puis Saint-Paul d'Yenne (1793) et Saint-Paul (1801). Par exemple la commune est nommée Saint-Paul dans les recensements de 1848 et 1886,. Un usage local - endonyme - est de nommer la commune Saint-Paul-sur-Yenne pour la distinguer des autres Saint-Paul. Par exemple la commune est nommée Saint-Paul-sur-Yenne dans tous les autres recensements, de 1876, 1881, 1891, 1896, 1901, 1906, 1911, 1921, 1926, 1931 et 1936.  Par un décret du 18 octobre 2023, l’endonyme Saint-Paul-sur-Yenne devient le nom officiel de la commune le 1er janvier 2024.

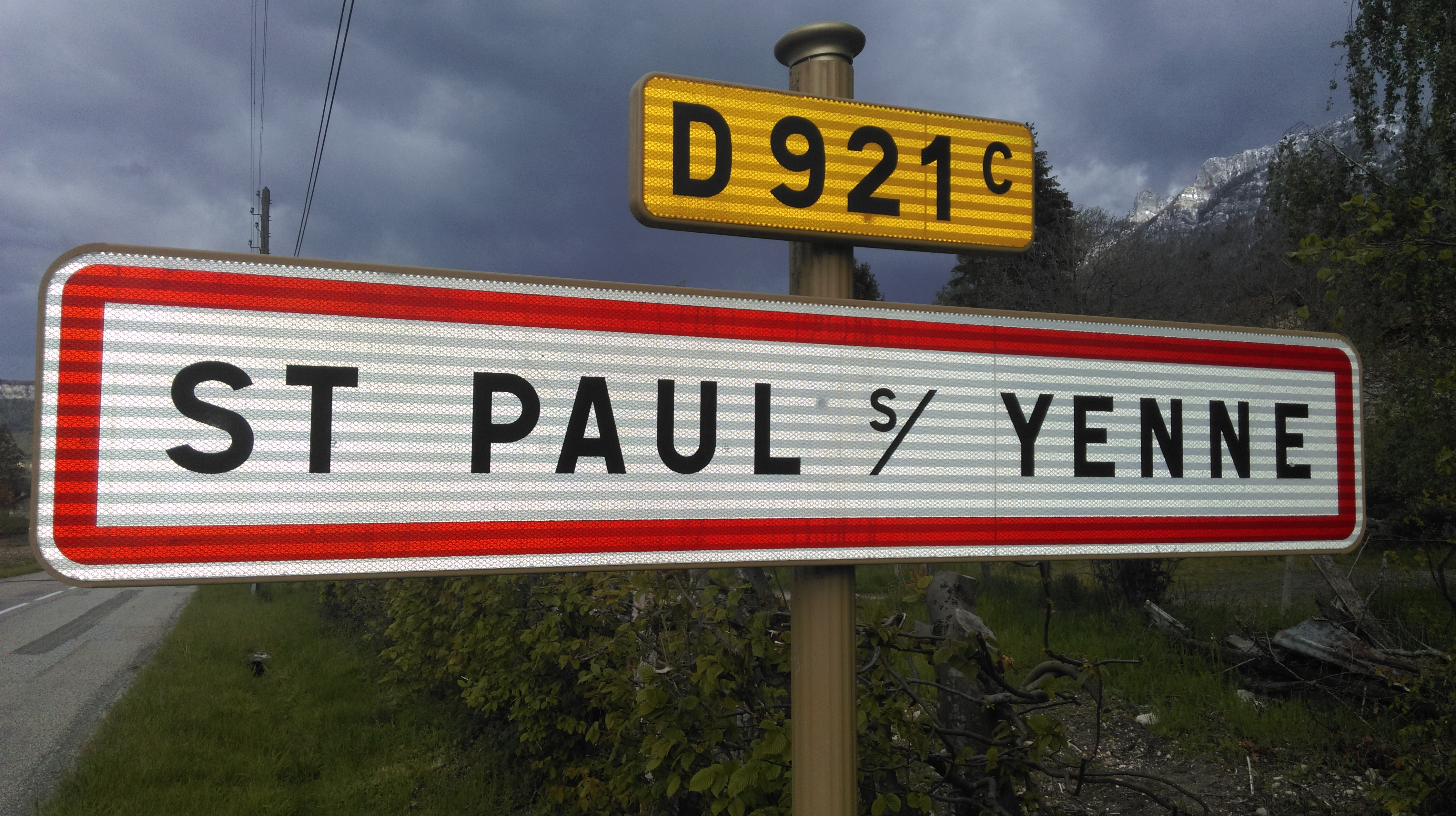
Panneau Saint-Paul-sur-Yenne utilisé localement.

En francoprovençal, le nom de la commune s'écrit San Pou, selon la graphie de Conflans.
Pendant la Révolution française, la commune est renommée Des-Bovines car durant cette période on change les noms des communes commençant par « Saint » ou « Sainte », en raison de la déchristianisation.

## Histoire
Le 12 germinal an II (1er avril 1794), Maxime Sevez (1761-1802), commissaire de la Révolution, est à Saint-Paul. On lui assure que le clocher ainsi que les tours et créneaux sont abattus et qu'il n'existe plus dans la commune aucun signe de royauté, ni de féodalité, ni de fanatisme, excepté le château de Choisel, sur quoi il fit ses réquisitions ordinaires.
Le 5 mai 1799, informée que dans la commune de Saint-Paul, canton d'Yenne, les acquéreurs de biens nationaux ne jouissent pas de la tranquillité qui leur est promise par la loi ; que des orgies scandaleuses se sont répétées plusieurs fois dans la maison provenant de l'émigrée Choisel ; que, dans l'intention d'en faire déguerpir ceux qui l'habitent, plusieurs personnes s'y sont introduites la nuit par effraction, et, après avoir bu abondamment du vin, se sont promenées dans toutes les chambres avec des torches à la main ; que le bruit public accuse des individus de ladite commune ; que l'agent municipal du lieu est loin d'avoir pris les mesures nécessaires pour réprimer de tels brigandages et que son silence jette de violents soupçons sur son compte... Arrête :
- Article 1. — L'agent municipal de la commune de Saint-Paul est suspendu provisoirement de ses fonctions ;
- Article 2. — L'Administration municipale du canton d'Yenne pourvoira immédiatement à son remplacement, conformément à l'article 188 de la Constitution[15].

## Politique et administration

### Liste des maires
| Période    | Période  | Identité              | Étiquette | Qualité |
| ---------- | -------- | --------------------- | --------- | ------- |
| avant 1988 | ?        | Ferdinand Charbonnier |           |         |
| 1989       | 2001     | Léon Favre            |           |         |
| 2001       | 2008     | Albert Vaisselet      |           |         |
| 2008       | 2014     | Anita Boishardy       |           |         |
| 2014       | 2020     | Pierre Sulpice        |           |         |
| 2020       | En cours | Laurence Boiron       |           |         |

## Démographie
L'évolution du nombre d'habitants est connue à travers les recensements de la population effectués dans la commune depuis 1793. Pour les communes de moins de 10 000 habitants, une enquête de recensement portant sur toute la population est réalisée tous les cinq ans, les populations de référence des années intermédiaires étant quant à elles estimées par interpolation ou extrapolation. Pour la commune, le premier recensement exhaustif entrant dans le cadre du nouveau dispositif a été réalisé en 2004.

En 2022, la commune comptait 750 habitants, en évolution de +12,44 % par rapport à 2016 (Savoie : +3,63 %, France hors Mayotte : +2,11 %).
| 1793 | 1800 | 1806 | 1822 | 1838 | 1848 | 1858 | 1861 | 1866 |
| ---- | ---- | ---- | ---- | ---- | ---- | ---- | ---- | ---- |
| 690  | 696  | 712  | 635  | 666  | 736  | 705  | 702  | 730  |

| 1872 | 1876 | 1881 | 1886 | 1891 | 1896 | 1901 | 1906 | 1911 |
| ---- | ---- | ---- | ---- | ---- | ---- | ---- | ---- | ---- |
| 746  | 701  | 676  | 629  | 600  | 575  | 572  | 556  | 553  |

| 1921 | 1926 | 1931 | 1936 | 1946 | 1954 | 1962 | 1968 | 1975 |
| ---- | ---- | ---- | ---- | ---- | ---- | ---- | ---- | ---- |
| 460  | 469  | 448  | 420  | 375  | 314  | 318  | 307  | 296  |

| 1982 | 1990 | 1999 | 2004 | 2006 | 2009 | 2014 | 2019 | 2022 |
| ---- | ---- | ---- | ---- | ---- | ---- | ---- | ---- | ---- |
| 361  | 453  | 495  | 540  | 542  | 636  | 636  | 724  | 750  |

## Culture locale et patrimoine

### Lieux et monuments
La maison forte de Choisel, anciennement Choysel, est une ancienne maison forte, du XIIIe siècle, remaniée aux XVe et XVIIIe siècles, qui se dresse, sur un mamelon, à 900 m, au nord-est du bourg, après le hameau des Janins. La maison forte fut, au Moyen Âge, le siège de la seigneurie de Choisel, érigée en vicomté au XIVe siècle.

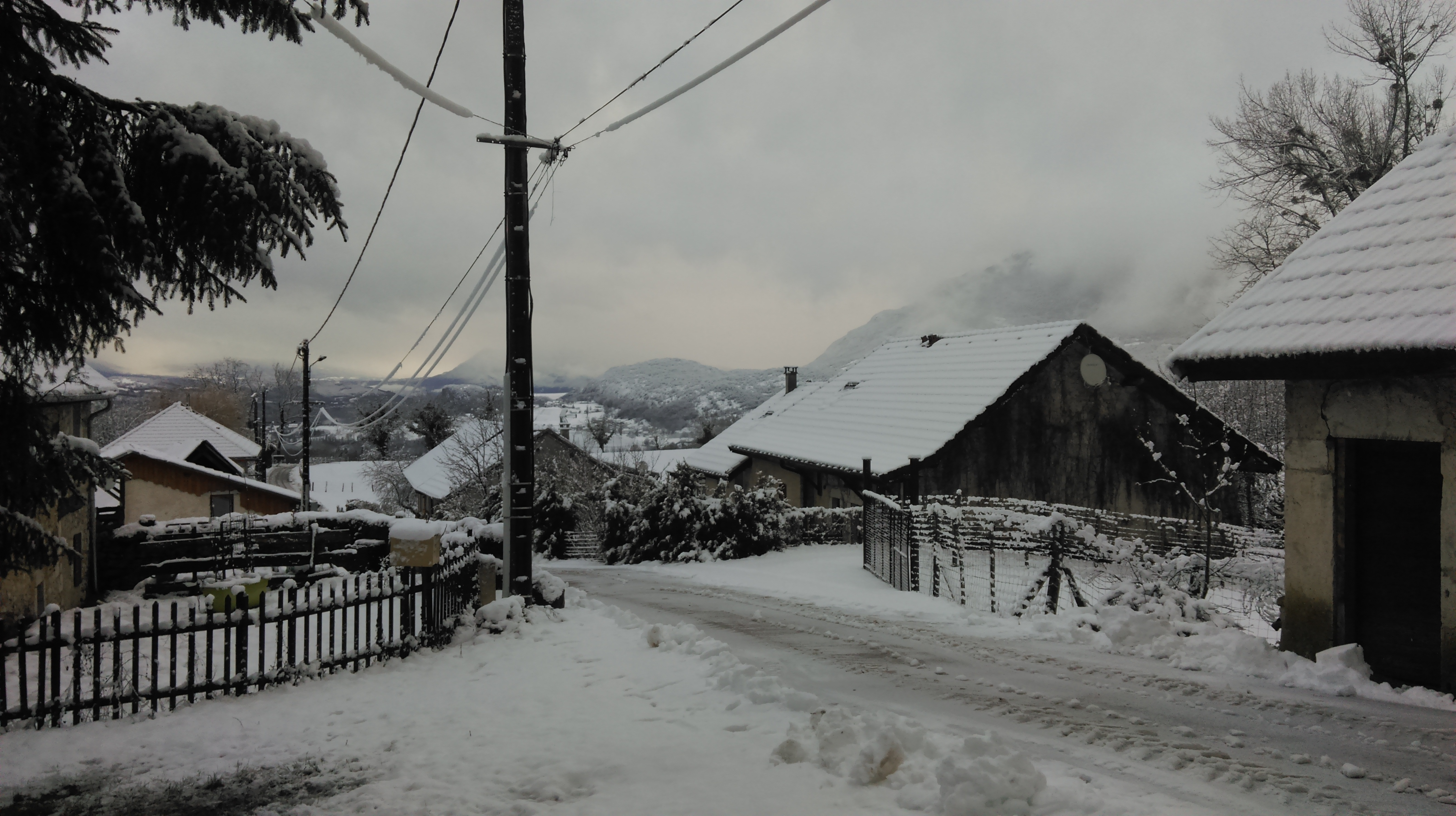
Hameau du Lutrin en hiver

Le château de Lutrin ou de Lustrin est un ancien château fort, du XIIIe siècle, dont les ruines se dressent dans les bois. Le château de Lutrin fut au Moyen Âge, le siège de la seigneurie de Lutrin.
Les restes du manoir de Malet, ancienne gentilhommière, du XVIe siècle, convertie en exploitation agricole, qui se dresse, près de l'église de Saint-Paul. Elle fut sous l'Ancien Régime, le siège de la seigneurie de Malet.
Les vestiges de l'ancienne maison forte de Rubod-Centagnieu, du XIIIe siècle, se dressent, à 2,9 km, au sud - sud-ouest du bourg, au hameau des Rubods.
L'église du village, construite en 1884 au chef-lieu.

### Événement
À la saint Paul, le 25 janvier, les fours à pain banaux sont rallumés dans les différents hameaux de la commune.

### Héraldique
| Blason de Saint-Paul-sur-Yenne | Blason  | D'azur au paon rouant d'or. * Il y a là non-respect de la règle de contrariété des couleurs : ces armes sont fautives (sable sur azur). |
| Blason de Saint-Paul-sur-Yenne | Détails | . |

### Personnalités liées à la commune
- Eugène Héritier (1872-1933), homme politique, député de l'Ain de 1909 à 1914.